# Lê Minh Hùng (Thanh Hóa)
Lê Minh Hùng (sinh 1959 tại huyện Hoằng Hóa, tỉnh Thanh Hóa) là một Thiếu tướng Công an nhân dân Việt Nam, giáo sư, tiến sĩ, Phó Giám đốc Học viện An ninh nhân dân..

## Tiểu sử
Năm 2017, Lê Minh Hùng là giáo sư, tiến sĩ, Phó Giám đốc Học viện An ninh nhân dân.
Ngày 28 tháng 4 năm 2017, Lê Minh Hùng được Tổng cục Chính trị Công an nhân dân đề nghị xét tặng danh hiệu nhà giáo nhân dân Bộ Công an Việt Nam năm 2017.